# Ophthalmothericles
Ophthalmothericles is een geslacht van rechtvleugeligen uit de familie Thericleidae. De wetenschappelijke naam van dit geslacht is voor het eerst geldig gepubliceerd in 1977 door Descamps.

## Soorten
Het geslacht Ophthalmothericles  is monotypisch en omvat slechts de volgende soort:
- Ophthalmothericles variegatus (Descamps, 1977)